# Wolfgang Seierl
Wolfgang Seierl (* 6. Juni 1955 in Wien) ist ein österreichischer Maler, Komponist und Gitarrist.

## Leben
Wolfgang Seierl studierte ab dem Jahr 1973 Malerei an der Akademie der bildenden Künste Wien (Diplom 1977) sowie Konzertfach Gitarre bei Walter Würdinger und Luise Walker-Hejsek und Musikpädagogik an der Universität für Musik und darstellende Kunst Wien (Diplom 1982). Von 1982 bis 1987 schloss sich ein Kompositionsstudium bei Helmut Eder an der Universität Mozarteum Salzburg an, welches er ebenfalls mit Diplom abschloss. Während dieser Zeit absolvierte er in Wien einen Workshop in Chorkomposition und war Teilnehmer am Internationalen Workshop für Komponisten in Salzburg bei Bogusław Schaeffer. Im Jahr 1988 besuchte er die Internationale Sommerakademie Mozarteum Salzburg bei Karlheinz Stockhausen und von 2000 bis 2002 das International Summer Meeting for Electroacoustic Music, Sárvár (Ungarn). Ab dem Jahr 2007 studierte Seierl an der Universität Mozarteum Salzburg Musikwissenschaft und promovierte im Jahr 2009 ebenda mit der Dissertation „Antimusic“: Versuch einer Darstellung des Wertewandels in der Musik nach 1980. Theorien, Konzepte, Fallbeispiele.
Nachdem Seierl in den Jahren von 1977 bis 1987 als Instrumentalmusikerzieher in Salzburg tätig war, hatte er bis zum Jahr 2005 zahlreiche internationale Arbeitsaufenthalte, u. a. in Berlin (Deutschland), Frankfurt am Main (Deutschland), Paris (Frankreich), Budapest (Ungarn), Krakau (Polen), Warschau (Polen), New York (USA). Im Jahr 1996 gründete Wolfgang Seierl gemeinsam mit Christian Heindl und Hannes Raffaseder das KomponistInnenforum Mittersill und im Jahr 1998 gemeinsam mit Hannes Raffaseder das Musiklabel ein_klang records.
Wolfgang Seierl ist bis heute gleichermaßen als bildender Künstler (Malerei), Musiker und Komponist tätig.

## Auszeichnungen (Auswahl)
- 1987: Kompositionspreis der Niederösterreichischen Landesregierung[1]
- 1989: Förderungspreis der Salzburger Landesregierung[2]
- 1990: Anerkennungspreis der Niederösterreichischen Landesregierung[2]
- 1991: Kulturpreis der Salzburger Landesregierung bei den Saalfeldener Musiktagen[2]
- 1992: Anerkennungspreis der Niederösterreichischen Landesregierung[2]
- 1997: Förderpreis des Theodor Körner Fonds[1][2]
- 2017: Landespreis für kulturelle Bildung der Salzburger Landesregierung[2]

## Stipendien (Auswahl)
- 1988: Arbeitsstipendium der Salzburger Landesregierung[2]
- 1993: Jahresstipendium der Salzburger Landesregierung[2]
- 1996: Arbeitsstipendium des Bundesministeriums für Wissenschaft, Forschung und Kunst[1]
- 1999: Jahresstipendium der Salzburger Landesregierung[2]
- 2003: Staatsstipendium für Komposition der Republik Österreich[1][2]
- 2005: Irene-Boleszny-Stipendium der Stadt Salzburg[2]

## Werke (Auswahl)

### Ensemblemusik
- Schwarzer Peter – Trio für Flöte, Viola und Klavier (1985)[4]
- Streichquartett – für zwei Violinen, Viola und Violoncello (1986)[4]
- Rooms – für Sopran und Flöte nach Texten von Gertrude Stein (1986)[4]
- il pleut – Duo für zwei Gitarren (1987)[4]
- ruptures a – Fassung für Trompete, Posaune und Tonband (1989)[4]
- Tau – Quintett für Flöte, Piccolo, Vibraphon, Celesta und Klavier (1989)[4]
- Der Mond ist eine Abwesenheit – Duo für zwei Gitarren und Solostimme Sopran (1989)[4]
- ruptures b – Fassung für zwei Gitarren und Tonband (1989)[4]
- Cendres – Quartett für Baßquerflöte, Baßklarinette, Viola und Violoncello (1993)[4]
- Hammer – Quartett für Sopransaxophon, Altsaxophon, Tenorsaxophon und Baritonsaxophon (1994)[4]
- zu Hamlet – Duo für Flöte und elektrische Gitarre mit Tonbandzuspielung (1994)[4]
- love bade me welcome – Quartett für Altblockflöte, Cembalo, Violine und Viola da Gamba (1997)[4]
- Zwei Mini-Zips – Duo für zwei Gitarren (1997)[4]
- Duo-Zip – Duo für Violine und Gitarre (1999)[4]
- Schwarzer Peter – für Gitarrenquartett (1999)[4]
- Vier Räume – Quartett für Flöte, Oboe, Klarinette und Klavier (1999)[4]
- blei und kohle – für Klarinette in B, E-Bass und Elektronik (2000)[4]
- Schleierfaden – Duo für Oboe und Gitarre (2001)[4]
- fatal error – Duo für Sopransaxofon in B und Violine (2002)[4]
- Sixpack Minis – Duo für zwei Violoncelli (2002)[4]
- Duo für Flora und Antonia – für Violoncello und Klavier (2004)[4]
- Der letzte Tag – Sextett für zwei Harfen, Flöte, Zither, Akkordeon und Hackbrett mit Viola solo und Solostimme Alt (2005)[4]
- Filter – Sextett für Flöte, Tenorsaxophon, Trompete, Klavier, Violine und Violoncello (2005–2006)[4]
- Spin II – Quintett für Flöte, Klarinette, Violine, Violoncello und Klavier (2006)[4]
- Streichtrio – für Violine, Viola und Violoncello (2006/2007)[4]
- Quadrat – Quartett für zwei Altblockflöten und zwei Gitarren (2008)[4]
- Die Wolke und die Uhr II – Duo für Bassklarinette und kleine Trommel mit Solostimme Sopran nach Texten von Ferdinand Schmatz (2010)[4]

### Solomusik
- Sechs Stücke für Klavier (1984)[4]
- Blätter – Solo für Gitarre (1987)[4]
- Weißt du, ob es noch weit ist – Solo für Klavier (1990)[4]
- Agneau – Solo für Orgel mit Tonbandzuspielung in Zusammenarbeit mit Martin Köb (1990)[4]
- Sonatina für Gitarre solo (1991)[4]
- Foliaveränderungen für Gambe (1991)[4]
- Fünf kleine Stücke für Gambe (1992)[4]
- Ferne – Solo für Violine (1992)[4]
- Alles was Flügel hat fliegt – Solo für Gitarre (1992)[4]
- Zen-Stücke – Solo für Gitarre (1994)[4]
- Sieben kleine Übungen für die Gambe (1994)[4]
- Sur un théme de L. W. – Solo für Gitarre (1995)[4]
- Petite Pièce – Solo für Harfe (1996)[4]
- dissoudre – Solo für Flöte (1996)[4]
- Schaukel – Solo für Violoncello (2003)[4]
- „Guitar Drag“ und „A Kind of Raga“ – Solo für Gitarre (2004)[4]
- Spin – Solo für Kontrabass (2006)[4]

### Vokalmusik
- plötzlich ging die sonne aus – für gemischten Chor a cappella nach Texten von Konrad Bayer (1985)[4]
- Vier Stücke für Chor nach Gedichten von Paul Verlaine (1987)[4]
- Sieben Haikus – für gemischten Chor a cappella nach Texten von Jean-Louis Poitevin (1992)[4]
- Qualt – für gemischten Chor a cappella (1994)[4]
- Grab und Mond – für Männerchor (1996)[4]
- Primavera – für Vokalsextett und Elektronik (2001)[4]
- Die blinden Götter – für Countertenor, Tenor, Bass und Elektronik (2002)[4]
- Der Dieb des Feuers – für Vokalquartett und Elektronik (2003)[4]
- Hofhaymer anders – für Vokalquartett und Elektronik (2005)[4]